# Physical Graffiti
| 평가 점수                     | 평가 점수 |
| 출처                          | 점수      |
| ----------------------------- | --------- |
| AllMusic                      | [ 1 ]     |
| Christgau's Record Guide      | B+        |
| The Daily Telegraph           | [ 3 ]     |
| Encyclopedia of Popular Music | [ 4 ]     |
| MusicHound Rock               | 4.5/5     |
| Q                             | [ 6 ]     |
| The Rolling Stone Album Guide | [ 7 ]     |
| Tom Hull – on the Web         | B+        |
| The Village Voice             | B         |

《Physical Graffiti》는 영국의 하드 록 밴드인 레드 제플린의 여섯 번째 스튜디오 음반이다. 1975년 2월 24일, 새로운 레코드 레이블인 스완 송 레코드가 더블 음반으로 발매했다.
밴드는 1974년 초 햄프셔주의 컨트리 하우스 헤들리 그레인지에서 8곡의 신곡을 작곡하고 녹음했는데, 이 곡들은 그들에게 즉흥적으로 편곡하고 녹음 실험을 할 수 있는 충분한 시간을 주었다. 총 재생 시간은 LP의 3면 바로 밑을 차지했고, 그래서 그들은 이전에 발표되지 않았던 음반인 《Led Zeppelin III》, 《Led Zeppelin IV》, 《Houses of the Holy》의 노래들을 포함시킴으로써 그것을 더블로 확장하기로 결정했다. 이 음반은 하드 록, 프로그레시브 록, 로큰롤, 포크 등 다양한 스타일을 포괄했다. 그 후 이 음반은 1974년 여름 동안 혼합되었고 연말 발매로 계획되었다. 피터 코리스톤이 디자인하고 뉴욕 맨해튼의 연립 블록을 테마로 한 소매 때문에 지연되었다.
《Physical Graffiti》는 발매와 동시에 상업적이고 비판적으로 성공을 거두었고 영국 음반 차트 1위, 미국 음반 차트 3위로 데뷔했다. 성공적인 미국 투어와 런던 얼스 코트에서의 5박 거주에 의해 홍보되었고, 이후 그룹의 가장 강력한 음반 중 하나이자 그들의 경력의 예술적 정점으로 여겨지고 있다. 이 음반은 2015년에 발매된 40주년 기념 판을 포함하여 여러 차례 CD로 재발매되었다. 《Physical Graffiti》는 2006년 미국 음반 산업 협회에 의해 미국에서 16배 플래티넘 인증을 받았으며, 800만 장 이상의 선적을 의미했다.

## 녹음
레드 제플린의 첫 번째 《Physical Graffiti》 음악 녹음 시도는 1973년 11월, 영국 햄프셔주의 헤들리 그레인지에서 열렸으며, 그들은 이전에 제목 없는 네 번째 음반을 녹음했었다. 녹음 장비는 로니 레인의 모바일 스튜디오로 구성됐다. 기타리스트 겸 프로듀서인 지미 페이지와 드러머 존 본햄은 이번 방문에서 〈Kashmir〉로 재작업된 악기를 녹음했다. 하지만, 이러한 세션들은 빠르게 중단되었고 스튜디오 시간은 그들의 중요한 데뷔 음반의 노래를 녹음하는 데 사용되었던 배드 컴퍼니로 넘어갔다. 언론은 베이시스트 겸 키보디스트 존 폴 존스가 아파서 녹음을 할 수 없다고 보도했다. 하지만, 그는 그 그룹에 환멸을 느끼고 투어에 싫증을 냈고, 매니저 피터 그랜트에게 그만둘 것을 고려하고 있다고 말했다. 그랜트는 그에게 다시 생각해보고 회복하기 위해 남은 일 년을 쉬도록 부탁했다.
이 그룹은 1974년 1월과 2월에 헤들리 그레인지에서 재결합했는데, 그곳에서 그들은 론 네비슨에 의해 고안된 8개의 트랙을 녹음했다. 리드 싱어 로버트 플랜트는 나중에 이 8곡들을 "정말 멋져진 벽 밖의 것"을 포함한 "뛰어난 것"이라고 불렀다. 헤들리 그레인지에서의 이전 세션들과 마찬가지로 비공식적인 분위기는 그룹이 녹음하는 동안 즉흥적으로 자료를 만들고 개발할 수 있도록 했다. 때때로 그 그룹은 여러 번 트랙을 연습하거나 녹음하곤 했고, 무엇이 잘못됐는지, 무엇이 개선될 수 있는지에 대해 토론하고 나서 그들이 그것을 위한 다른 방법을 생각해냈다는 것을 깨달았다. 본햄은 정기적으로 아이디어를 제안하거나 복잡한 배열이 성공적으로 이루어질 수 있는 최선의 방법을 제시하는 등 세션의 원동력이었다. 이로 인해 그는 몇 곡의 작곡 리드 크레딧을 받게 되었다.
이 8곡은 기존 음반의 길이를 넘어 거의 3면에 이르는 LP의 길이까지 확장되어 있었기 때문에, 이 그룹은 이전 음반에 대해 녹음했지만 결코 발매되지 않은 자료를 추가하여 더블 음반을 만들기로 결정했다. 여기에는 페이지는 싱글 음반의 트랙으로서 부적합하다고 생각한 〈Boogie With Stu〉와 같은 다양한 잼 세션이 포함되었다. 추가적인 오버덥이 내려졌고, 1974년 7월, 런던 올림픽 스튜디오에서 키스 하우드가 음반의 최종 믹스를 선보였다. "Physical Graffiti(물리적 그래피티)"라는 제목은 페이지는 세트 프로듀싱에 들어간 물리적 에너지와 필기 에너지를 모두 설명하기 위해 만든 것이다.

## 커버 아트
이 음반은 원래 뉴욕의 주택가 건물을 묘사한 다이컷 슬리브 디자인으로 발매되었으며, 건물 창문을 통해 다양한 문화적 아이콘들을 교체하여 볼 수 있도록 되어 있었다. 음반 디자이너 피터 코리스턴은 대칭적이고 흥미로운 디테일이 있으며 다른 물체에 가려지지 않고 음반 커버의 정사각형 형식에 맞는 건물을 찾고 있었다. 그는 이후 사람들의 이주를 주제로 삼아 커버의 나머지 부분을 구상했으며, 메인 커버 아래에 다양한 슬리브를 끼워 창문을 여러 정보로 채우는 방식을 고안했다.

## 곡 목록
모든 곡들은 특별한 언급이 없는 한 지미 페이지와 로버트 플랜트에 의해 작사/작곡하였다.
| #  | 제목                    | 작사·작곡                           | 재생 시간 |
| -- | ----------------------- | ----------------------------------- | --------- |
| 1. | 〈Custard Pie〉         |                                     | 4:13      |
| 2. | 〈The Rover〉           |                                     | 5:36      |
| 3. | 〈In My Time of Dying〉 | 존 본햄, 존 폴 존스, 페이지, 플랜트 | 11:04     |

| #  | 제목                    | 작사·작곡            | 재생 시간 |
| -- | ----------------------- | -------------------- | --------- |
| 1. | 〈Houses of the Holy〉  |                      | 4:01      |
| 2. | 〈Trampled Under Foot〉 | 존스, 페이지, 플랜트 | 5:35      |
| 3. | 〈Kashmir〉             | 본햄, 페이지, 플랜트 | 8:37      |

| #  | 제목                    | 작사·작곡            | 재생 시간 |
| -- | ----------------------- | -------------------- | --------- |
| 1. | 〈In the Light〉        | 존스, 페이지, 플랜트 | 8:44      |
| 2. | 〈Bron-Yr-Aur〉         | 페이지               | 2:06      |
| 3. | 〈Down by the Seaside〉 |                      | 5:14      |
| 4. | 〈Ten Years Gone〉      |                      | 6:31      |

| #  | 제목                    | 작사·작곡                                              | 재생 시간 |
| -- | ----------------------- | ------------------------------------------------------ | --------- |
| 1. | 〈Night Flight〉        | 존스, 페이지, 플랜트                                   | 3:36      |
| 2. | 〈The Wanton Song〉     |                                                        | 4:06      |
| 3. | 〈Boogie with Stu〉     | 본햄, 존스, 페이지, 플랜트, 이언 스튜어트, 밸런스 부인 | 3:51      |
| 4. | 〈Black Country Woman〉 |                                                        | 4:24      |
| 5. | 〈Sick Again〉          |                                                        | 4:43      |

## 인증
| 국가                                                                                         | 인증         | 판매량/출하량 |
| -------------------------------------------------------------------------------------------- | ------------ | ------------- |
| 아르헨티나 (CAPIF)                                                                           | 골드         | 30,000^       |
| 오스트레일리아 (ARIA)                                                                        | 2× 플래티넘  | 140,000^      |
| 프랑스 (SNEP)                                                                                | 골드         | 100,000*      |
| 독일 (BVMI)                                                                                  | 골드         | 250,000^      |
| 이탈리아 (FIMI) sales since 2009                                                             | 골드         | 25,000        |
| 뉴질랜드 (RMNZ)                                                                              | 2× 플래티넘  | 30,000^       |
| 영국 (BPI)                                                                                   | 2× 플래티넘  | 600,000^      |
| 미국 (RIAA)                                                                                  | 32× 플래티넘 | 16,000,000^   |
| *판매량을 기반으로 한 인증 · ^출하량을 기반으로 한 인증 · 판매량+스트리밍을 기반으로 한 인증 |              |               |

## 같이 보기
- 미국에서 가장 많이 팔린 음반 목록